# カール・アダム・ペトリ
カール・アダム・ペトリ（Carl Adam Petri、1926年7月12日 - 2010年7月2日）は、ドイツの数学者・計算機科学者。
並列計算と分散コンピューティングの分野に多大な貢献をし、その成果は複雑系やワークフロー管理の研究にも役立っている。またネットワーク理論 (network theory) の様々な領域に貢献した。

## 生涯
ライプツィヒで生まれる。1939年8月、13歳のときにペトリネットを発明。このときは化学反応を記述する目的で発明した。1941年、父からコンラート・ツーゼが計算する機械を作っていることを教えられ、自分でもアナログ計算機を作り始めた。
アビトゥーアに合格したが、第二次世界大戦で1944年にドイツ国防軍の空軍に入隊し、最終的にイギリス軍の捕虜となった。
1950年、ダルムシュタット工科大学に入学し数学を学び始める。1962年の学位論文 Kommunikation mit Automaten（オートマトンとの通信）に、論文の一環としてペトリネットを文書に残している。1959年から1962年までボン大学で働きながら、ダルムシュタット工科大学から1962年にPh.D.を取得した。
1988年、ハンブルク大学の名誉教授となった。1991年、公式に引退した。欧州アカデミーの会員だった。

## 受賞歴
- 1993年 - コンラート・ツーゼ・メダル（英語版）（ドイツ計算機科学会（英語版））[4]
- 1996年 - ヴェルナー・フォン・ジーメンス・リング（英語版）（ヴェルナー・フォン・ジーメンス財団）
- 2003年 - オランダ獅子士勲章（英語版）（コマンダー）をオランダのベアトリクス女王より賜る。
- 2007年 - Academy Gold Medal of Honor（Academy of Transdisciplinary Learning and Advanced Studies (ATLAS)）
- 2008年 - コンピュータパイオニア賞 (IEEE)